# Dante Wammes
Dante Wammes (Culemborg, 5 februari 1998) is een voetbalspeelster uit Nederland. Ze speelde als aanvaller voor ADO Den Haag. In 2023 beëindigde ze haar profcarrière.

## Carrière
Wammes begon haar carrière bij CVV Vriendenschaar in Culemborg. Ook speelde ze voor de amateurs van Theole C1. Na een periode voor de talententeams van CTO Amsterdam, waar ze haar wedstrijden voor S.V. Fortuna Wormerveer speelde, en PSV/FC Eindhoven te hebben gespeeld, ging ze zich volledig op haar studie richten.
Op 1 februari 2022 maakte Excelsior Rotterdam bekend Wammes tot haar selectie te hebben toegevoegd. Voor de club uit Rotterdam zou Wammes nooit één minuut spelen.
ADO Den Haag maakte op 29 juni 2022 bekend Wammes voor één seizoen aan zich te hebben verbonden.
Op 20 oktober 2023 maakte Wammes haar debuut voor ADO Den Haag in de Vrouwen Eredivisie in een thuiswedstrijd tegen Telstar door in de 85ste minuut in te vallen voor Liz Rijsbergen. Wammes kwam in het seizoen 2022/23 tot zeven invalbeurten.
ADO Den Haag maakte op 8 mei 2023 wereldkundig dat het contract van Wammes formeel is opgezegd. Met deze contractopzegging besloot Wammes opnieuw een einde te maken aan haar voetbalcarrière.

## Statistieken
| Seizoen | Club                | Competitie | Competitie | Competitie | Beker | Beker | Overig | Overig | Totaal | Totaal |
| Seizoen | Club                | Competitie | Wed.       | Dlp.       | Wed.  | Dlp.  | Wed.   | Dlp.   | Wed.   | Dlp.   |
| ------- | ------------------- | ---------- | ---------- | ---------- | ----- | ----- | ------ | ------ | ------ | ------ |
| 2021/22 | Excelsior Rotterdam | Eredivisie | 0          | 0          | 0     | 0     | 0      | 0      | 0      | 0      |
| 2022/23 | ADO Den Haag        | Eredivisie | 7          | 0          | 1     | 0     | 0      | 0      | 8      | 0      |
| Totaal  | Totaal              | Totaal     | 7          | 0          | 1     | 0     | 0      | 0      | 8      | 0      |

Bijgewerkt t/m 14 januari 2024.